# James W. Hyatt

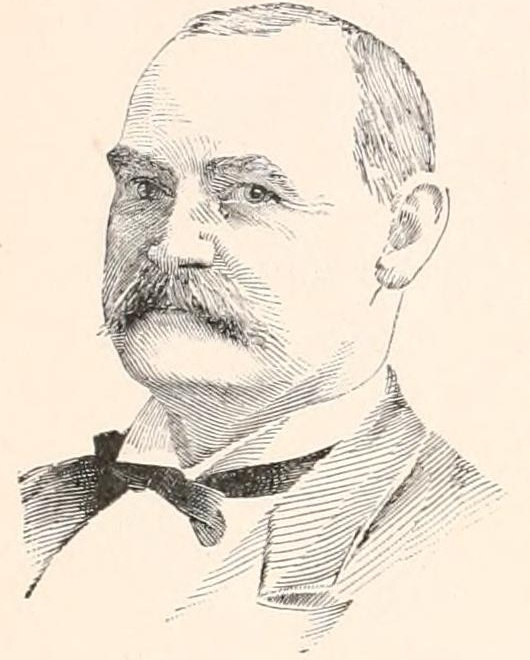
James W. Hyatt

James W. Hyatt (* 19. September 1837 in Norwalk, Connecticut; † 12. März 1893 ebenda) war ein US-amerikanischer Bankier, Geschäftsmann und Regierungsbeamter.

## Werdegang
James W. Hyatt, Sohn von Laura Gray und James W. Hyatt, wurde zu Beginn der Wirtschaftskrise von 1837 im Fairfield County geboren. Über seine Jugendjahre ist nichts bekannt. Nach dem Ausbruch des Bürgerkrieges verpflichtete er sich 1861 im 5. Infanterieregiment von Connecticut. Er zog nach dem Ende des Krieges nach New York City, wo er eine Anstellung bei Lockwood & Co., ein führendes Bankhaus, welches vom LeGrand Lockwood aus Norwalk gegründet wurde. Hyatt erlangte 1873 die Aktienmehrheit bei der Norwalk Horse Railway Company. Er kehrte nach Norwalk zurück und arbeitete in der Folgezeit als deren Secretary und Geschäftsführer. Zum Zeitpunkt seines Todes war Präsident des Unternehmens. Er war auch Vizepräsident der Danbury and Norwalk Railroad und wurde 1881 deren Präsident.
In den Jahren 1875 und 1876 vertrat er Norwalk als Demokrat im Repräsentantenhaus von Connecticut. Hyatt gehörte früher der Republikanischen Partei an, trat aber 1872 zu den Demokraten über. Der Gouverneur von Connecticut Charles Roberts Ingersoll ernannte ihn 1876 zum Bank Commissioner. In der Folgezeit wurde er durch die folgenden Gouverneure in das Amt wiederernannt: Richard D. Hubbard, Charles B. Andrews, Hobart B. Bigelow und Thomas M. Waller. 1884 wählte man ihn in den Senat von Connecticut, er trat aber von seinem Sitz zurück, um weiterhin als Bank Commissioner tätig zu sein. Präsident Grover Cleveland ernannte ihn 1886 zum United States Bank Examiner for Connecticut and Rhode Island. Im Frühjahr 1887 ernannte ihn dann Präsident Cleveland zum Treasurer of the United States. Hyatt hielt den Posten vom 24. Mai 1887 bis zum 10. Mai 1889. Daneben war er von 1877 bis 1878, dann von 1880 bis 1882 und zuletzt von 1885 bis 1887 Warden im Borough von Norwalk.
Nachdem er mehrere Wochen an Gicht und an der brightschen Krankheit litt, verstarb er am 12. März 1893 in Norwalk. Obwohl viele davon ausgingen, dass Hyatt reich war, verstarb er dennoch als armer Mann und hinterließ seiner Witwe nichts.